# Touhami Sebie
Touhami Sebie (sinh ngày 3 tháng 5 năm 1988) là một cầu thủ bóng đá người Algérie. Anh hiện tại thi đấu cho AS Khroub ở Giải bóng đá hạng nhất quốc gia Algérie.